# Feldanzug
Als Feldanzug wird in der Bundeswehr die Grundform des Kampfanzugs bezeichnet, die von Soldaten im Innen- wie auch Außendienst als Uniform getragen wird. Umgangssprachlich wird er auch Flecktarn genannt.
Der Feldanzug kann mit verschiedenen Uniformteilen ergänzt oder auch abgewandelt werden.:Nr. 214 ff. Witterungsbedingt können Jacken oder Handschuhe getragen werden.
Der Gefechtsanzug (manchmal auch als Kampfanzug bezeichnet) ist eine Abwandlung durch Ergänzung des Feldanzugs mit Gefechtshelm, Feld- (Gefechts-) und Biwakausrüstung mit Rucksack.:Nr. 219, S. 240.

## Trageerlaubnis
Außerhalb von Arbeits-, Ausbildungs-, Übungs-, Kampf- und Kampfbereitschaftseinsätzen tragen Soldaten der Bundeswehr in der Regel den Dienstanzug. Das Tragen des Feldanzugs (sowie des Bord- und Gefechtsanzugs) ist außerdem gestattet:
- auf dem Weg vom und zum Dienst,
- auf dem Weg zwischen militärischen Liegenschaften im Standortbereich,
- zur Erledigung privater Angelegenheiten auf dem Weg vom und zum Dienst sowie während der Dienstzeit, die die bzw. der zuständige Vorgesetzte genehmigt hat,
- bei privaten Fahrten mit der Bahn im Rahmen des Projekts „Kostenfreies Bahnfahren in Uniform“. Darin eingeschlossen sind die notwendigen Wege vom Abreiseort zum Ausgangsbahnhof sowie vom Zielbahnhof zum Zielort der privaten Reise. Hierbei ist innerhalb von Bahnhöfen Kopfbedeckung zu tragen.

## Entwicklungsgeschichte seit 1955

### Kampfanzug, Splittertarn (1955 bis ca. 1960)

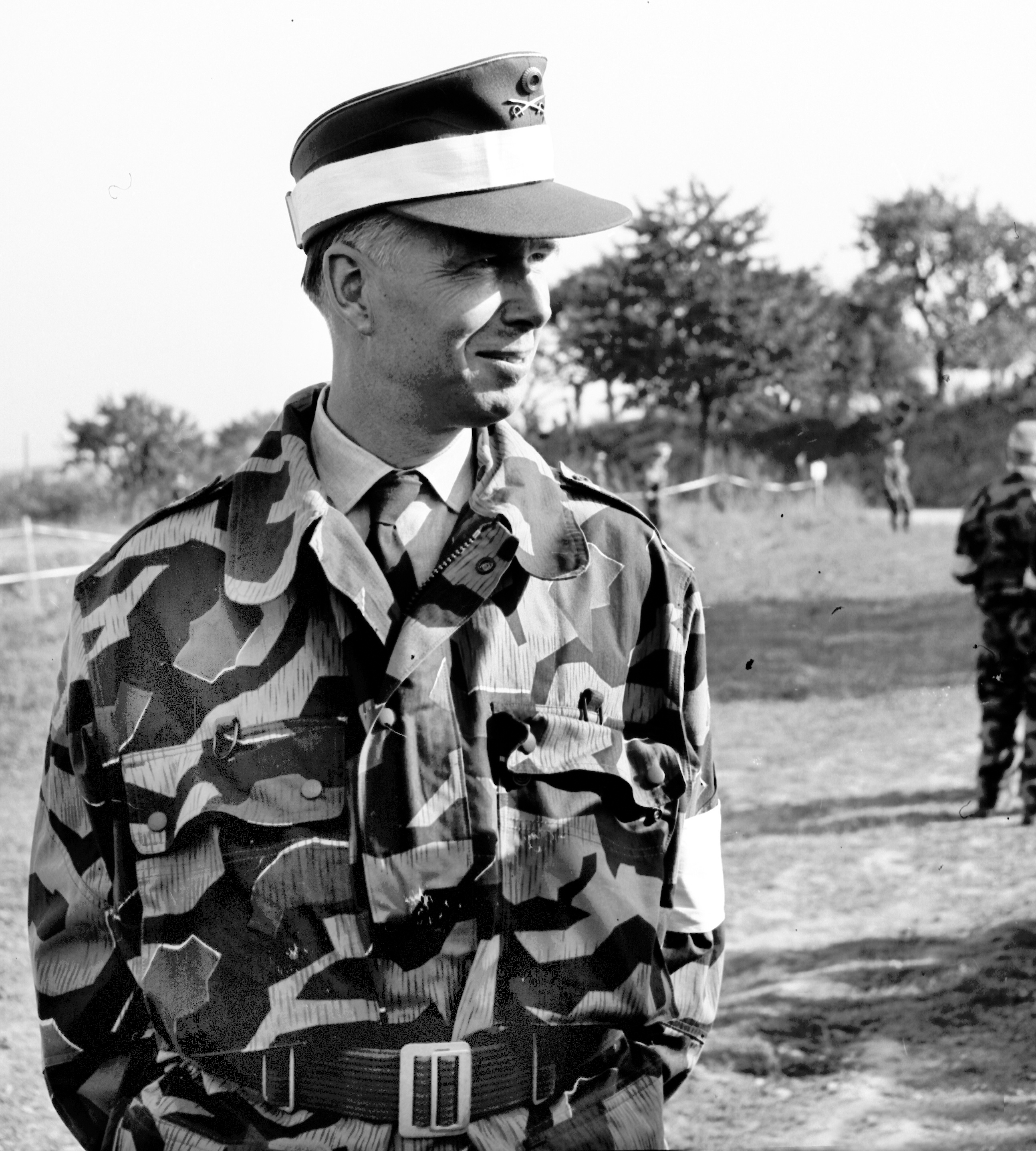
Generalmajor Graf von Baudissin im Splittertarnanzug

Ursprünglich sollte die Bundeswehr einen Kampfanzug erhalten, der im EVG-Bündnis (Europäische Verteidigungsgemeinschaft) einheitlich sein sollte und weitgehend dem deutschen Leibermuster entsprechen sollte. Nach dem Scheitern der EVG-Pläne entschieden sich die jeweiligen Länder für eigene Kampfanzüge und Tarnmuster.
Letztendlich entschied man sich in Deutschland für einen Anzug in leicht abgewandeltem Splittertarn M31 der Reichswehr bzw. Wehrmacht, der mehrere Monate nach Gründung der Bundeswehr im November 1955 schließlich im Sommer 1956 eingeführt wurde. Er bestand aus Zeltplanenstoff und war relativ weit geschnitten, da zur Winterausrüstung ein Unteranzug aus Webpelz getragen wurde. Dies war kein Futter im eigentlichen Sinne, da er separat angelegt wurde und mit der äußeren Hülle keine feste Verbindung bestand. Der Kampfanzug bestand aus einer Hose mit integriertem Gürtel und einer Jacke mit abknöpfbarer Kapuze, welche über den Stahlhelm gezogen werden konnte. Aufgrund der großen aufgesetzten Taschen an Jacke und Hose, welche auch Magazine fassen konnten, war nicht gedacht, dass ein Koppel zum Splittertarnanzug getragen werden sollte, sondern nur ein Rucksack, die Tragetasche, ABC-Schutzmaske, Zeltbahn im Amöbentarnmuster und der Klappspaten.
Als Kopfbedeckung trug man die Feldmütze des Arbeitsanzuges oder den zweiteiligen Stahlhelm M1 nach amerikanischem und belgischen Vorbild. Auch Handschuhe, Fäustlinge mit Schussfinger, wurden im Splittertarnmuster ausgegeben.
Grundsätzlich war der Splittertarnanzug unter anderem aufgrund seines modernen Schnittes mit Reißverschluss und großzügigen Taschen bei der Truppe beliebt, jedoch verursachte der steife Zeltplanenstoff laute Knistergeräusche beim Fortbewegen, weshalb man sich bereits 1958 entschied, einen neuen Kampfanzug zu beschaffen. Nach Aussonderung des Splittertarnanzugs stellten viele Soldaten und Standortverwaltungen Helmbezüge aus Restbeständen her.

### Kampfanzug, jagdmeliert (1959 bis Mitte der 1960er-Jahre)
Der neubeschaffte, gelbolive Kampfanzug (umgangssprachlich „Filzlaus“ genannt) wurde 1958 von einigen Einheiten im Vorfeld der Einführung erprobt. Die Entwicklung beruhte auf den Erfahrungen in Russland, einer teilweise trockenen Klimazone mit großer Kälte und Ausstattung der Wehrmacht, die sich bewährt hatte. Feldbluse und -hose bestanden aus einem lodenähnlichen Stoff. Die Hose und die Schulterpartie der Bluse waren mit einer PTFE-ähnlichen Membran (Gore-Tex) unterlegt, die allerdings bei Bewegung knisternde Geräusche verursachte. Durch Kratzen des Stoffs auf der Haut war der Kampfanzug bei der Truppe nicht beliebt. Um diesen Effekt zu vermeiden, wurde zusätzlich pro Mann eine lange olivfarbene Unterhose ausgegeben, die speziell für den Kampfanzug, jagdmeliert bestimmt war. Großer Beliebtheit hingegen erfreute sich der kurze Zeit später zusätzlich eingeführte Parka mit herausknöpfbarem Futter, welcher nahezu unverändert bis in die 1990er Jahre genutzt wurde. Dessen Kapuze konnte über den Stahlhelm gezogen werden.
Als Kopfbedeckung zum Kampfanzug, jagdmeliert wurde ein Schiffchen aus dem gleichen Stoff (mit herunterziehbaren Ohrenschützern) und ein neuer, einteiliger Stahlhelm M1A1 eingeführt. Über Feldbluse bzw. Überziehjacke wurde das olivgrüne Webkoppel mit einem gekörnten Kastenschloß aus Messing getragen. Dazu wurden weitere Ausrüstungsgegenstände wie Koppeltragegestell, das Sturmgepäck groß und klein (die kleine Kampftasche blieb auch später noch in Verwendung), ABC-Schutzmaske in einer Umhängetasche und Magazintaschen getragen.
Überzählige Kammerware wurde nach der Aussonderung dieser Ausrüstung über Zwischenhändler an die Streitkräfte Pakistans verkauft. Dort ist der Feldanzug jagdmeliert teilweise heute noch bei Truppenkontingenten im Hochgebirge im Einsatz.

### Arbeitsanzug (1955 bis Mitte der 1960er-Jahre)
Analog zum Kampfanzug, der nur zu Großübungen und im Gefecht zu tragen war, gab es den sogenannten Arbeitsanzug. Dieser wurde im alltäglichen Dienstbetrieb jedes Soldaten getragen. Der im Fischgrätmuster aus Baumwolle hergestellte Anzug war rein zweckmäßig in olivgrüner Grundfarbe entworfen. Er bestand aus einer Hose mit zwei aufgesetzten Bein- und einer Gesäßtasche, einer Jacke mit zwei Brusttaschen und einer Feldmütze, die weitestgehend dem Modell der Wehrmacht entsprach. Zum Arbeits- wie auch zum Kampfanzug Splittertarn und jagdmeliert wurde ein knielanges Hemd mit nicht durchgängiger Knopfleiste getragen (Hemd, oliv, gewirkt). Jedoch hatte die Truppe einige Mängel festgestellt. Etwa ging der Stoff durch häufiges Waschen ein, verlor dadurch seine Farbe, Stabilität und war daher nicht mehr ansehnlich zu tragen. Außerdem äußerte man Änderungswünsche, wie eine Möglichkeit, die Jacke in die Hose zu knöpfen, bessere Durchlüftung und eine wasserabweisende Imprägnierung. Daraufhin wurden 1963 Erprobungen unternommen, einen neuen Arbeitsanzug im Schnitt des Kampfanzugs, jagdmeliert, aus einem Baumwoll-Moleskinstoff einzuführen. Schließlich wurde der Arbeitsanzug zusammen mit dem Kampfanzug, jagdmeliert, durch einen kombinierten Kampf- und Arbeitsanzug, den Feldanzug, oliv ersetzt.

### Feldanzug, oliv (Kampf- und Arbeitsanzug) (1963 bis Mitte der 1990er-Jahre)
Die Erprobungen des Moleskin-Arbeitsanzuges mündeten in der Einführung eines neuen kombinierten Kampf- und Arbeitsanzugs Mitte der 1960er Jahre:
Da der Kampfanzug, jagdmeliert, wie oben genannt, aufgrund seines dicken, kratzigen Stoffs unbeliebt und im Sommer zu warm war, wurde dessen Schnitt dem Moleskinanzug angepasst, um diesen im Sommer ersatzweise als Kampfanzug tragen zu können.
Schließlich verdrängte er bis Ende der 1960er Jahre den Kampfanzug, jagdmeliert vollständig und wurde nun als einziger Anzug bei der Truppe getragen. Somit gab es keine Trennung von Arbeits- und Kampfanzug mehr. Restbestände der „Filzlaus“ wurden jedoch teilweise noch bis in die 1970er Jahre als Winterzusatzbekleidung ausgegeben.
Im Feldanzug, oliv wurden die Forderungen der Truppe umgesetzt, der Schnitt war besser, man konnte die Jacke in die Hose einknöpfen und er war atmungsaktiver. Als Kopfbedeckung wurde ein Schiffchen eingeführt, da die jungen Soldaten dieses modischer als die alte Feldmütze empfanden.
Das auch hier zunächst noch getragene knielange Hemd, gewirkt, wurde durch das Feldhemd ersetzt, das sich großer Beliebtheit erfreute und unverändert bis in die 1990er Jahre getragen wurde.
Der Feldanzug, oliv, erfuhr im Laufe der Jahre einige Anpassungen. So war die Hose zunächst mit Gesäßdopplung und zuknöpfbaren Hosentaschen versehen, was bei neueren Modellen wegfiel. Ebenso fiel bei der Jacke zunächst die Ellenbogendopplung und in den 1990ern die Leiste zum Einknöpfen in die Hose weg. Außerdem gab es wieder Feldmützen im Moleskinstoff. Als Feldjacke gehörte zum Moleskinanzug weiterhin der Parka. Außerdem gab es nun gestrickte Fünffingerhandschuhe (später ersetzt durch gefütterte Lederhandschuhe). Des Weiteren wurde in den frühen 1980er Jahren der olivgrüne (bei Luftwaffe und Marine dunkelblaue) Pullover nach britischem Muster eingeführt, der über dem Feldhemd an Stelle (oder unter) der Feldjacke getragen werden konnte. Mit Einführung des neuen Tarndruck-Feldanzugs wurde der grüne Pullover beim Heer nicht mehr ausgegeben. Inzwischen kann zum Dienstanzug ein ähnlicher Pullover im Farbton „anthrazit“ getragen werden.

### Feldanzug, Tarndruck (seit 1990)

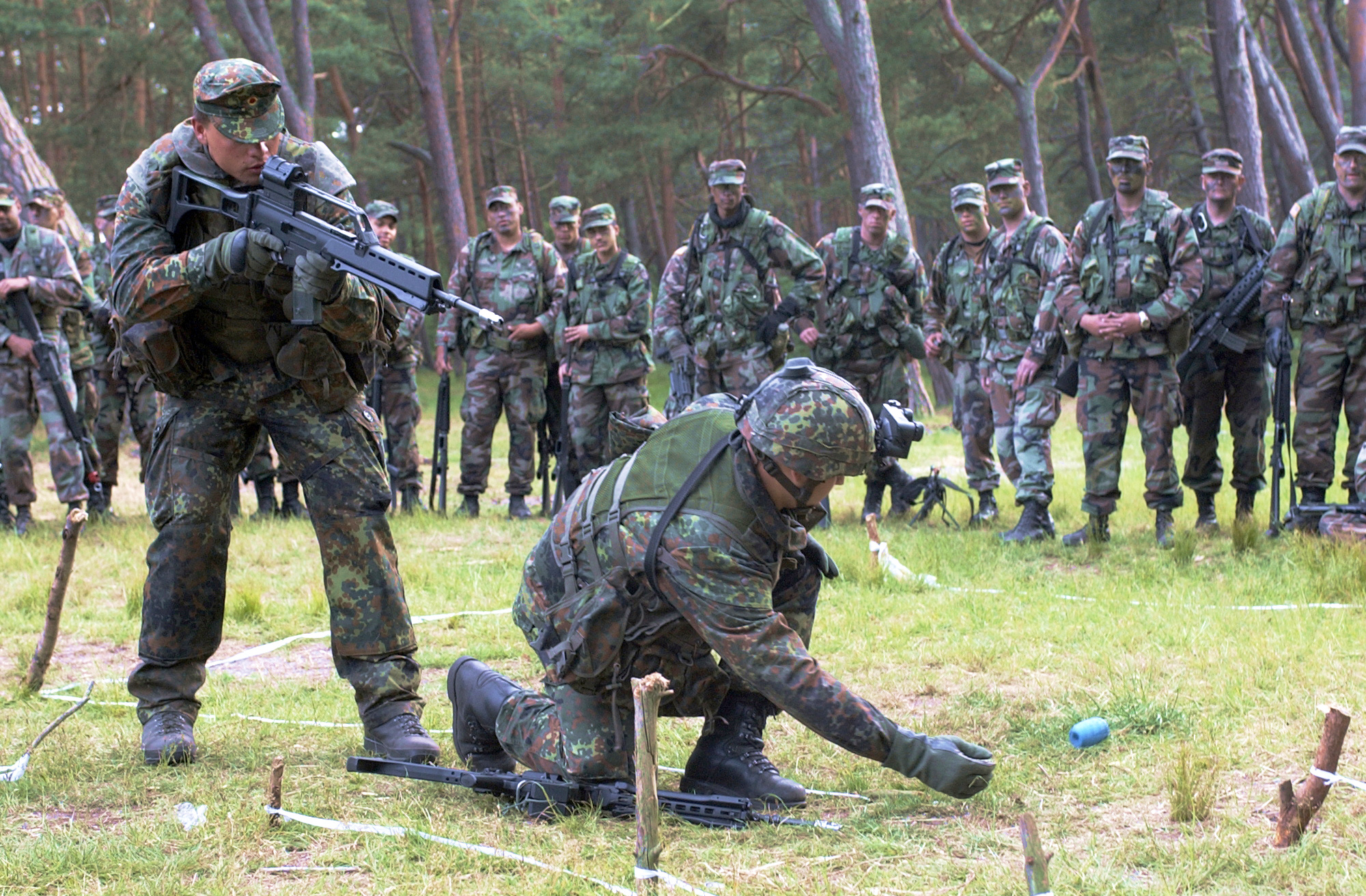
Deutsche Soldaten (Vordergrund) im Feldanzug, Tarndruck
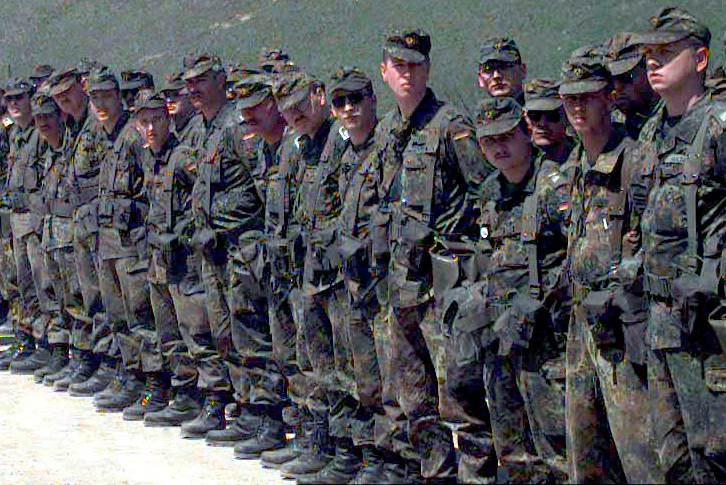
Soldaten im Feldanzug 5-Farb-Tarndruck

Mitte der 1990er Jahre wurde nach langer Erprobung wieder ein mit Tarnmuster bedruckter Feldanzug eingeführt, der nun in Flecktarn bedruckt ist.
Der Feldanzug, Tarndruck besteht aus einer Feldbluse und Feldhose, einem zunächst oliven, inzwischen sandfarbenen Unterhemd, Kampfstiefeln und Strümpfen sowie der Feldmütze. Er ist der Feldanzug, der in der feucht-kalten Klimazone, unter anderem in Deutschland getragen wird. Zusätzlich gehören zur Ausstattung die Feldjacke, ein Wind-Nässeschutz mit Überziehstiefeln sowie ein Kälteschutz (Unterziehjacke und-hose) und Unterziehhemd (oliv, lange Ärmel).
Für Einsätze in heiß-feuchten Gebieten, wie dem im Kosovo, wurden Kleidungsstücke aus atmungsaktiveren Materialien beschafft, die als Feldanzug, 5-Farb-Tarndruck geführt werden.

#### Feldanzug, 3-Farb-Tarndruck

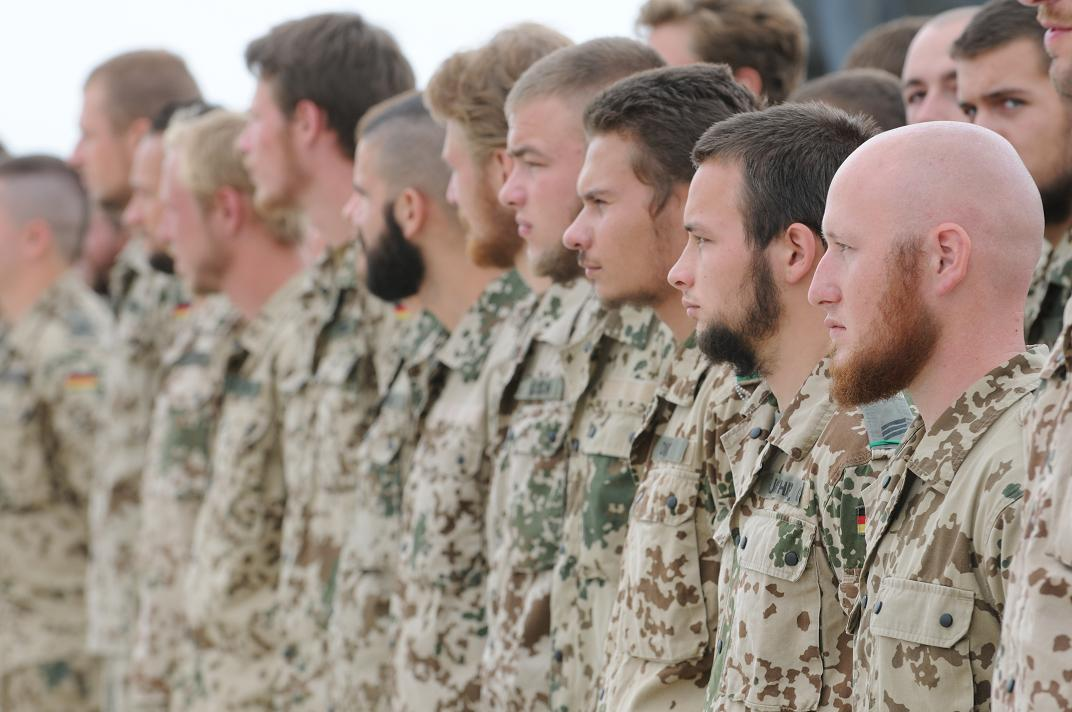
Soldaten im Feldanzug 3-Farb-Tarndruck bzw. Wüstentarn

Der Feldanzug mit 3-Farb-Tarndruck wird umgangssprachlich auch Wüstentarn genannt. Er ist konzipiert für heiß-trockene Einsatzgebiete:Nr. 221:26, 27 wie beispielsweise in Afghanistan.

#### Kampfbekleidung Einsatz/Übung
Diese Feldbekleidung 5-Farben-Tarndruck ist besonders robust, witterungsfest (wind- und wasserabweisend), antistatisch, flammhemmend mit Vektorenschutz, – Materialzusammensetzung 49 % Viskose FR/49 % Aramid/2 % Antistatische Stapelfaser – besteht aus
- kurzen und langen Unterwäschevarianten – Polymer- oder Baumwollfaserschicht,
- leichter Unterzieh-Kälteschutzanzug,
- flammhemmende Fleecejacke,
- Nässe- und Windschutz-Unterziehanzug und
- körpernah konfektionierter Kampfanzug zusammenzipbar (Kampfanzugjacke[6] und Kampfanzughose).[7]

Die Beschaffung der LHBw erfolgt im Erprobungsrahmen auch in 3-Farb-Tarndruck und 5-Farb-Tarndruck Tropen.
Die Stoffmaterialien waren jeweils auf die anderen abgestimmt, um ein leistungsfähiges Bekleidungssystem zu schaffen. Die Wind-Nässeschutz-Bekleidung kann im Kampfanzug verpackt werden. Der Kampfanzug verfügt über einen gefütterten Kragen, große Reißverschlüsse und Knöpfe sowie einschiebbare Knie- und Ellenbogenpolster. Das System darf, um die Funktionalität zu erhalten, nicht mit weiterer Bekleidung ergänzt werden.
Die Bundeswehr ging damit einen bedingt anderen Weg als das Zwiebelschalenprinzip, um jeweils nur die Oberbekleidung mit einem anderen Tarndruck an die Klimazone anpassen zu müssen. Das Funktionsprinzip von Wind-Nässeschutzbekleidung und die Materialausführung der Oberbekleidung als bedingt wasserabweisend widerspricht diesem.
Für das Projekt „Kampfbekleidung Einsatz/Übung“ waren Haushaltsmittel von insgesamt 101,1 Mio. Euro eingeplant, von denen 1,4 Mio. Euro auf die Vorbereitung und Durchführung der Einsatzprüfung entfallen und 99,7 Mio. Euro für die Beschaffung. Eine Auftragsvergabe zur Beschaffung der Kampfbekleidung Einsatz/Übung erfolgte zwischenzeitlich. Soldaten die in den Einsatz gehen, werden mit dem System zusätzlich ausgestattet.

Die Einführung war im Zusammenhang mit der Gefechtsausrüstung IdZ-Gladius zu betrachten.

### Multitarndruck (ab 2026)

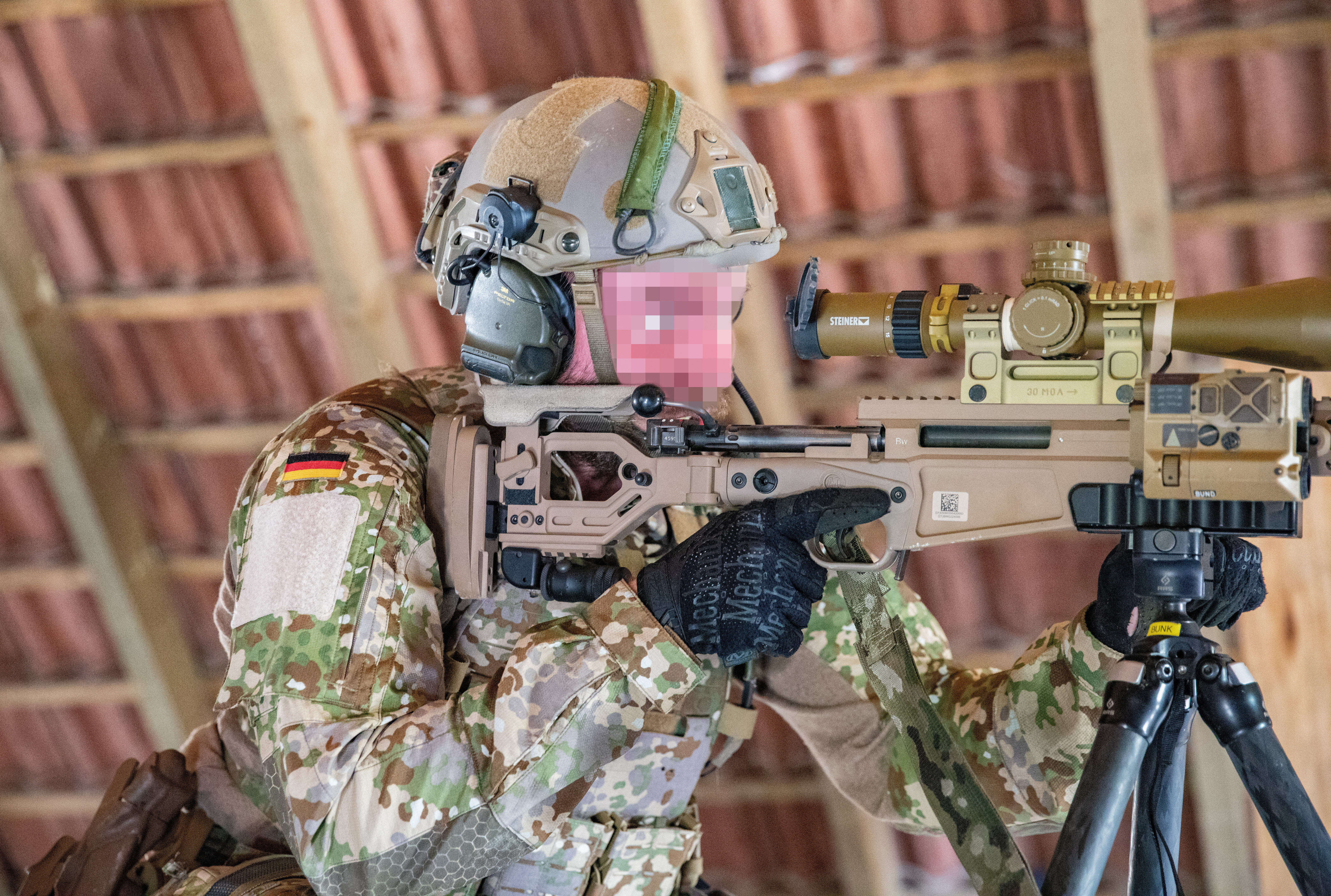
Ein Scharfschütze der Kommando Spezialkräfte in Multitarn-Bekleidung

Das 2016 entwickelte neue Tarnmuster Multitarndruck (abgekürzt Multitarn) wurde zunächst, ab 2016 nur an das Kommando Spezialkräfte und die Kampfschwimmer der Bundeswehr ausgegeben. Es sollte einem erweiterten Einsatzspektrum entsprechend sowohl in Europa als auch in Einsatzgebieten wie dem Irak, Mali oder Afghanistan gute Tarnung bieten. Bei der Gebirgsjägertruppe wurde ebenfalls ab 2016 neue Schneetarnbekleidung eingeführt und damit das alte Schneetarnmuster ersetzt.
Nach jahrelanger Verweigerungshaltung gab das Bundesministerium der Verteidigung seine ablehnende Beurteilung der Neueinführung im Sommer 2025 auf und bestätigte eine ab 2026 geplante generelle Umstellung auf Multitarn-Druck, der die Ausstattungen mit Fünffarb- oder Dreifarb-Flecktarn ersetzen soll. Die Umrüstung, die bis 2029 abgeschlossen sein soll, wird aus dem 2022 aufgelegten 100-Milliarden-Euro-Sondervermögen für die Bundeswehr finanziert werden. Der Flecktarn mit mehreren Farbtönen bleibt in manchen Einsatzszenarien – zum Beispiel im europäischen Mischwald – weiterhin vorteilhaft. Da Gefechte heute jedoch vor allem in urbaner Umgebung erwartet werden, sehen die Verantwortlichen im Multitarn inzwischen Vorteile. Ausschlaggebend für das Umdenken sind die Erfahrungen im Ukrainekrieg.

## Belege
1. 1 2 3 4  A2-2630/0-0-5 – Anzugordnung für die Soldatinnen und Soldaten der Bundeswehr. (PDF) Bundeswehr, Oktober 2016, abgerufen am 5. Januar 2018.
2. 1 2 3  Uniformen der Bundeswehr. (PDF; 4,4 MB) Bundesministerium der Verteidigung, 22. März 2016, archiviert vom Original (nicht mehr online verfügbar); abgerufen am 5. Januar 2018.
3. ↑  Ausrüstung eines Soldaten des Heeres. (PDF; 47,9 kB) 9. Mai 2012, archiviert vom Original (nicht mehr online verfügbar); abgerufen am 5. Januar 2018.
4. ↑  Test Kampfkleidung. In: YouTube. WIWEB, abgerufen am 5. Januar 2018.
5. ↑  Neuer Kampfanzug Einsatz/Übung für die BW. Kommando Spezielle Operationen, abgerufen am 5. Januar 2018.
6. ↑  Modellblatt LHBW Kpf-jacke lang (Memento vom 21. Februar 2014 im Internet Archive) (PDF)
7. ↑  Bundeswehr.de: Neue Bekleidung im Härtetest. Archiviert vom Original (nicht mehr online verfügbar) am 18. Januar 2015; abgerufen am 6. Januar 2018 (Abbildungen).
8. ↑  Schluss mit der privaten Unterhose im Einsatz. In: Augen geradeaus. Abgerufen am 6. Januar 2018 (Kommentare zur Kampfbekleidung Einsatz/Übung).
9. ↑  BT-Drs. 17/12949
10. 1 2  Neuer Tarndruck für die Bundeswehr – Multitarn kommt, für alle. In: hartpunkt.de. 30. Juli 2025, abgerufen am 13. August 2025.
11. ↑  Stefan Rentzsch: Bei jedem Wetter, zu jeder Zeit: Neue Tarnung für die Truppe. Bundeswehr, 9. Februar 2016, archiviert vom Original am 10. Februar 2016; abgerufen am 8. Oktober 2019.
12. 1 2  Ab 2026: Bundeswehr stellt Tarnmuster um. In: T-Online. 11. August 2025, abgerufen am 11. August 2025.
13. ↑  CHK-SHIELD SCM: Multitarn - Das neue Bundeswehr Tarnmuster. 28. November 2020, abgerufen am 30. Juni 2022.
14. ↑  Thomas Wiegold: Neue Optik für die Truppe: „Mittelfristig“ Multitarn statt Flecktarn für alle. In: Augen geradeaus! 31. Juli 2025, abgerufen am 5. August 2025.